# ها مین-آه
ها مین-آه (انگلیسی: Ha Min-ah؛ متولد ۹ نوامبر ۱۹۹۵) یک تکواندوکار کره جنوبی است.
وی در مسابقات قهرمانی تکواندو جهان ۲۰۱۵ در چلیابینسک مدال طلا را در کلاس پروزن (سبک‌وزن) به دست آورد. در مسابقات قهرمانی تکواندو آسیا ۲۰۱۸ در شهر هوشی مین ویتنام در خروس‌وزن برنده مدال طلا و در مسابقات تکواندو قهرمانی آسیا ۲۰۱۶ در پاسای، فیلیپین در پروزن صاحب مدال نقره شد.